# BibDesk
BibDesk ist eine BibTeX-Literaturverwaltungsprogramm für macOS. Es handelt sich um ein quelloffenes Programm, das bereits lange vor Erreichen der Versionsnummer 1.0 als Entwicklungsversion in Gebrauch war. BibDesk ist Bestandteil der TeX-Distribution MacTeX.

## Beschreibung
BibDesk nutzt zahlreiche der von macOS-bereitgestellten Funktionen, z. B. die Echtzeitsuche und AppleScript. Über ein AppleScript lassen sich beispielsweise die amerikanische und deutsche Amazon-Datenbank durchsuchen und ausgewählte Treffer direkt in die BibTeX-Datenbank übernehmen.
Zudem kann BibDesk über das weitverbreitete Z39.50-Protokoll auf zahlreiche Bibliothekskataloge zugreifen.
BibDesk verfügt über ein mächtiges Template-System, mit dem sich die Daten als HTML-, RTF- oder Word-Dateien exportieren lassen. Zum Erstellen dieser Formatvorlagen stellt BibDesk auch ein grafisches Interface zur Verfügung – über dieses sind allerdings nicht alle Funktionen des Template-Systems verfügbar. Über die Zwischenablage lassen sich die entsprechenden formatierten Literaturstellen in zahlreiche Textverarbeitungen übernehmen. Bei dieser Vorgehensweise entfällt die automatische Zusammenstellung bzw. Aktualisierung des Literaturverzeichnisses, wie sie mit BibTeX möglich ist. Allerdings gibt es mittlerweile auch die Möglichkeit des direkten Austausches via AppleScript, beispielsweise mit Pages oder mit Microsoft Word.